# Phasmahyla
Phasmahyla es un género de anfibios anuros de la familia Phyllomedusidae. Sus especies se distribuyen por el sudeste de Brasil.

## Especies
Se reconocen las 7 siguientes según ASW:
- Phasmahyla cochranae (Bokermann, 1966)
- Phasmahyla cruzi (Carvalho-e-Silva, Silva & Carvalho-e-Silva, 2009)
- Phasmahyla exilis (Cruz, 1980)
- Phasmahyla guttata (Lutz, 1924)
- Phasmahyla lisbella (Pereira, Rocha, Folly, Silva, and Santana, 2018)
- Phasmahyla jandaia (Bokermann & Sazima, 1978)
- Phasmahyla spectabilis (Cruz, Feio & Nascimento, 2008)
- Phasmahyla timbo (Cruz, Napoli & Fonseca, 2008)